# Mick Cooke
Mick Cooke és el trompetista de la banda de twee pop escocesa Belle & Sebastian. A més de la trompeta, Cooke toca altres instruments de vent-metall, com ara la trompa, i ocasionalment toca la guitarra elèctrica i el baix elèctric. És un membre fundador de la banda, tot i que no es va unir oficialment fins al seu tercer àlbum, The Boy With The Arab Strap (no ho va poder fer abans perquè la seua altra banda, Hardbody, tenia un contrat vigent amb Sony).
Cooke també toca a la banda de ska The Amphetameanies. Segons el seu lloc web, està llicenciat en Farmàcia.